# هراچ تیتیزیان
هراچ تیتیزیان (ارمنی: Հրաչ Տիտիզյան؛ زادهٔ ۲۶ مهٔ ۱۹۷۹) بازیگر، تهیه‌کننده ارمنی‌تبار اهل ایالات متحده آمریکا است.
وی در گلندیل (کالیفرنیا) بزرگ شده‌است.

## گزیده فیلمشناسی
از فیلم‌ها یا برنامه‌های تلویزیونی که وی در آن نقش داشته‌است می‌توان به آثار زیر اشاره کرد.
- پادشاهی (۲۰۰۷)
- مردانی که به بزها خیره می‌شوند (۲۰۰۹)
- ان‌سی‌آی‌اس (۲۰۰۳)
- ۲۴ (۲۰۰۷) دو قسمت
- ۲۴ (مجموعه تلویزیونی) (۲۰۰۹) شش قسمت
- ان‌سی‌آی‌اس: لس آنجلس (۲۰۱۰)
- میهن (مجموعه تلویزیونی) (۲۰۱۱–۲۰۱۲) پانزده قسمت
- کسل (۲۰۱۳)
- استخوان‌ها (مجموعه تلویزیونی) (۲۰۱۵)
- آلیاس
- مد من
- میهن